# Main de Dieu (football)
Pour les articles homonymes, voir Main de Dieu.
 (avril 2024).
Si vous disposez d'ouvrages ou d'articles de référence ou si vous connaissez des sites web de qualité traitant du thème abordé ici, merci de compléter l'article en donnant les références utiles à sa vérifiabilité et en les liant à la section « Notes et références ».

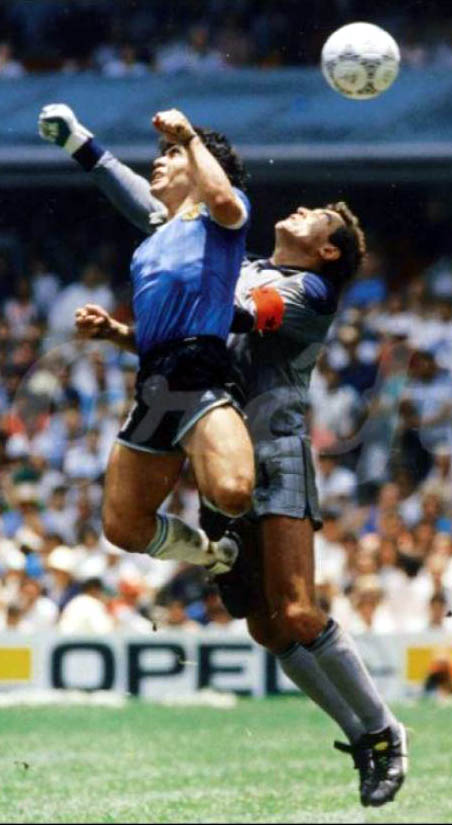
Le duel entre Maradona et Shilton dans les airs qui donne lieu au but marqué de la main par l'Argentin.

La « Main de Dieu » (espagnol : Mano de Dios) fait référence à l'expression utilisée par Diego Maradona pour qualifier son but marqué volontairement avec la main, contre l'Angleterre (score final 2-1 pour l'Argentine) lors du quart de finale de la Coupe du monde 1986, le 22 juin, dans le stade Azteca de Mexico (Mexique). Il s'agit d'un geste illicite que le corps arbitral, estimant que Maradona a marqué de la tête, ne voit pas. 
La validation à tort de ce but, suivie quelques minutes plus tard d'un autre but de Maradona cette fois parfaitement valable, permet aux Argentins de poursuivre leur parcours en demi-finale. Ils remportent finalement la Coupe du monde, obtenant ainsi un deuxième titre après celui de 1978.
Ce but de la main, émanant d'une tricherie manifeste, est souvent pris en exemple par les partisans de l'arbitrage vidéo pour chercher à démontrer les bienfaits de cette technologie dans les compétitions sportives.

## Histoire

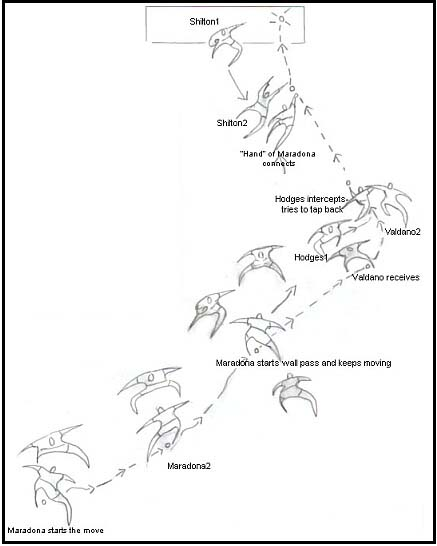
Diagramme de la séquence du but de Maradona.

Ce but, qui survint au début de la seconde période, à la 51e minute de jeu, alors que les deux équipes étaient à égalité 0 à 0, est historiquement célèbre car il a été marqué de la main et a été validé par l'arbitre. Selon son propre témoignage, Diego Maradona admit n'avoir pu atteindre le ballon de la tête en raison de la grande taille du portier anglais. Il tendit donc le bras pour dévier le ballon hors de portée de Peter Shilton, le gardien anglais, et la balle termina ainsi sa course au fond des filets. Ce geste de tricherie s'inscrit dans le climat de tension pesant sur ce match qui avait lieu quatre ans après la guerre des Malouines (remportée par le Royaume-Uni).
L'arbitre tunisien Ali Bennaceur, n'ayant pas bien vu l'action, commit donc une erreur d'appréciation et valida le but malgré les protestations justifiées des joueurs anglais (en particulier Terry Fenwick). Les Argentins remportèrent finalement le match 2 buts à 1, grâce à un second but de Maradona qui dribbla depuis la moitié de terrain toute la défense anglaise, cinq minutes plus tard (56e), pour un des plus beaux buts de l'histoire de la Coupe du monde, cette fois-ci parfaitement régulier.  
Lors de la conférence de presse d'après-match, Maradona exacerba la polémique par le commentaire qui valut à ce premier but son surnom : « un poco con la cabeza de Maradona y otro poco con la mano de Dios » (« Un peu avec la tête de Maradona et un peu avec la main de Dieu »).

## Hommages
En 1987 un jeu vidéo, sorti sur Amstrad CPC et Commodore 64, est intitulé Peter Shilton's Handball Maradona! en référence à ce but resté dans les mémoires. Le jeu en lui-même n'a aucun rapport avec le but contesté, à l'exception du titre.  
Lors de la Coupe du monde 2006, Lionel Messi porte des chaussures sur lesquelles sont inscrites « La Mano de Dios ».
Le 17 août 2015, de passage en Tunisie, Maradona visite M. Ali Bennaceur à son domicile et lui rend hommage en lui offrant un maillot argentin portant sa signature,,.
Le film La Main de Dieu (2021), de Paolo Sorentino, raconte la vie d'un jeune napolitain à l'époque où Diego Maradona est arrivé à Naples. L'épisode de la main de Dieu a son importance dans le récit et donne son titre au film.

## Buts comparables
Le 9 juin 2007, lors de la 37e journée du championnat d'Espagne de football face à l'Espanyol Barcelone (2-2), Lionel Messi marque un but de la main étrangement ressemblant au fameux but originel de son compatriote Maradona.
Le 18 novembre 2009, lors du match retour des barrages pour la Coupe du monde 2010 entre la France et l'Irlande, William Gallas marque à la suite d'un centre de Thierry Henry alors que ce dernier venait de remettre en jeu d'un contrôle de la main un ballon sortant des limites du terrain. Le journal sportif L'Équipe qualifia d'ailleurs la main de Thierry Henry de « Main de Dieu ». Les Irlandais, quant à eux, la qualifièrent de « Hand of Frog », ce qui signifie Main de la Grenouille, en référence au cliché anglo-saxon sur les Français de « mangeurs de cuisses de grenouilles ».
Le dimanche 17 octobre 2010, lors du match retour de la demi-finale de la Ligue des Champions de la CAF entre l'Espérance Sportive de Tunis et Al Ahly d'Égypte au stade du 7-Novembre, Michael Eneramo ouvre le score en faveur de l'Espérance, 50 secondes après le début du match, d'une main flagrante ; l'Espérance se qualifie ainsi grâce à sa victoire 1-0 (2-1 pour Al Ahly au match aller au stade du Caire). Aucun nom n'a été attribué à cette main. 
Le vendredi 21 mars 2014, lors du match de Ligue 2 entre le Stade Malherbe de Caen et La Berrichone de Châteauroux, Christopher Maboulou, joueur de Châteauroux, parvient à égaliser à la 90+3e en touchant très nettement de la main le ballon qui prend alors le gardien Damien Perquis à contre-pied. Le but est dans un premier temps accordé, puis à la suite de la protestation des joueurs de Caen, il est refusé. Comme les joueurs de Châteauroux protestent à leur tour, l'arbitre revient sur sa décision et décide de se fier à sa première impression, en validant à tort le but. Ce but sera, par la suite, appelé la « main boulou ».